# Campeonato Paraguaio de Futebol de 2017 - Clausura
O Campeonato Paraguaio de Futebol de 2017 - Clausura foi a 116° edição desta competição. Participaram doze equipes. Os clubes General Caballero Sport Club e o Club River Plate foram rebaixados. É um campeonato no sistema de Apertura e Clausura separados, com dois campeões paraguaios por ano, sem a necessidade de final entre eles. .O campeão representa o Paraguai na Copa Libertadores da América de 2018. As outras duas vagas vão para o campeão do apertura e o primeiro melhor finalista na tabela geral. Para a Copa Sul-Americana de 2018, os quatro melhores clubes na tabela de pontuação total (que inclui o Apertura e o Clausura somados)

## Regulamento
Os clubes jogam no sistema todos contra todos com partidas de ida e volta com turno e returno por 22 rodadas. O clube que obtiver mais pontos é o campeão. Em caso de empate em pontos entre os dois primeiros colocados, é realizado um jogo extra entre as equipes. Em caso de mais clubes empatados em número de pontos, o campeão será definido pelos seguintes critérios:
1)Saldo de gols;
2)Gols marcados;
3)Gols marcados como visitante;
4)Sorteio.

## Equipes participantes
| Equipe                        | Cidade      | Departamento     | Em 2016 | Estádio                | Capac. | Títulos                                                  | Part. |
| ----------------------------- | ----------- | ---------------- | ------- | ---------------------- | ------ | -------------------------------------------------------- | ----- |
| Cerro Porteño                 | Assunção    | Distrito Capital | 4º      | General Pablo Rojas    | 32.910 | 31 (último em Apertura de 2015)                          | 108   |
| Deportivo Capiatá             | Capiatá     | Central          | 8º      | Lic. Erico Galeano     | 5.000  | 0 (não possui)                                           | 9     |
| General Díaz                  | Luque       | Central          | 7º      | General Adrián Jara    | 3.300  | 0 (não possui)                                           | 9     |
| Guaraní                       | Assunção    | Distrito Capital | 2º      | Rogelio Livieres       | 6.000  | 11 (último em Clausura de 2016)                          | 116   |
| Independiente de Campo Grande | Assunção    | Distrito Capital | 6º      | Estádio Ricardo Gregor | 1.500  | 0 (não possui)                                           | 6     |
| Libertad                      | Assunção    | Distrito Capital | 1º      | Dr. Nicolás Leoz       | 10.000 | 20 (último em Apertura de 2017)                          | 111   |
| Nacional                      | Assunção    | Distrito Capital | 9º      | Arsenio Erico          | 4.000  | 9 (1909, 1911, 1924, 1926, 1942, 1946, 2009, 2011, 2013) | 109   |
| Olimpia                       | Assunção    | Distrito Capital | 3º      | Manuel Ferreira        | 15.000 | 40 (último em Clausura de 2015)                          | 116   |
| Rubio Ñu                      | Assunção    | Distrito Capital | 10º     | La Arboleda            | 5.000  | 0 (não possui)                                           | 34    |
| Sol de América                | Villa Elisa | Central          | 5º      | Luis Alfonso Giagni    | 5.000  | 2 (1986, 1991)                                           | 108   |
| Sportivo Luqueño              | Luque       | Central          | 11º     | Feliciano Cáceres      | 25.000 | 2 (1951,1953)                                            | 92    |
| Sportivo Trinidense           | Assunção    | Distrito Capital | 12º     | Estádio Martín Ledesma | 3.000  | 0 (não possui)                                           | 4     |

## Classificação
- Atualizado em 10 de dezembro de 2017.

| Pos | Equipe              | PG | J  | V  | E | D  | GP | GC | SG  |
| --- | ------------------- | -- | -- | -- | - | -- | -- | -- | --- |
| 1   | Cerro Porteño       | 45 | 22 | 14 | 3 | 5  | 41 | 23 | 18  |
| 2   | Olimpia             | 42 | 22 | 12 | 6 | 4  | 37 | 20 | 17  |
| 3   | Guaraní             | 37 | 22 | 12 | 1 | 9  | 36 | 29 | 7   |
| 4   | General Díaz        | 35 | 22 | 9  | 8 | 5  | 30 | 21 | 9   |
| 5   | Sportivo Luqueño    | 33 | 22 | 9  | 6 | 7  | 36 | 31 | 5   |
| 6   | Sol de América      | 28 | 22 | 7  | 7 | 8  | 26 | 32 | -6  |
| 7   | Nacional            | 27 | 22 | 6  | 9 | 7  | 26 | 30 | -4  |
| 8   | Libertad            | 26 | 22 | 7  | 5 | 10 | 26 | 27 | -1  |
| 9   | Deportivo Capiatá   | 26 | 22 | 6  | 8 | 8  | 19 | 22 | -3  |
| 10  | Rubio Ñu            | 25 | 22 | 6  | 7 | 9  | 16 | 25 | -9  |
| 11  | Sportivo Trinidense | 19 | 22 | 4  | 7 | 11 | 20 | 28 | -8  |
| 12  | Independiente (CG)  | 18 | 22 | 5  | 3 | 14 | 16 | 41 | -26 |

## Premiação
| Campeão Paraguaio de 2017 Primeira Divisão - Clausura |
| Assunção                                              |
| ----------------------------------------------------- |
| Cerro Porteño(Assunção) Campeão (32º título)          |